# Емельяненко, Галина Владимировна
Галина Владимировна Емельяненко (род. 1962) — советская пловчиха. Трёхкратная чемпионка СССР (1979, 1980). Мастер спорта СССР международного класса. 

## Биография
Выступала под флагом общества «Динамо» (Ворошиловград) (1978—1980).  
Специализировалась в плавании вольным стилем. Входила в состав сборной СССР  в 1978—1980 годах.
Чемпионка СССР на дистанциях 400 м (1979, 1980) и 800 м (1980)  вольным стилем. Вице-чемпионка СССР на дистанциях 200 и 800 м вольным стилем (1979).
Бронзовый призёр чемпионата СССР 1978 года на 400 и 800 м вольным стилем и чемпионата СССР 1979 года на 200 м вольным стилем.
Участница чемпионата мира 1978 года в Западном Берлине (в финальные заплывы на 400 м 800 м вольным стилем не пробилась). На Кубке Европы 1979 года в Лондоне дважды финишировала 4-й.
Окончила Ворошиловградский педагогический институт.